# Pfarrhaus (Oberstdorf)

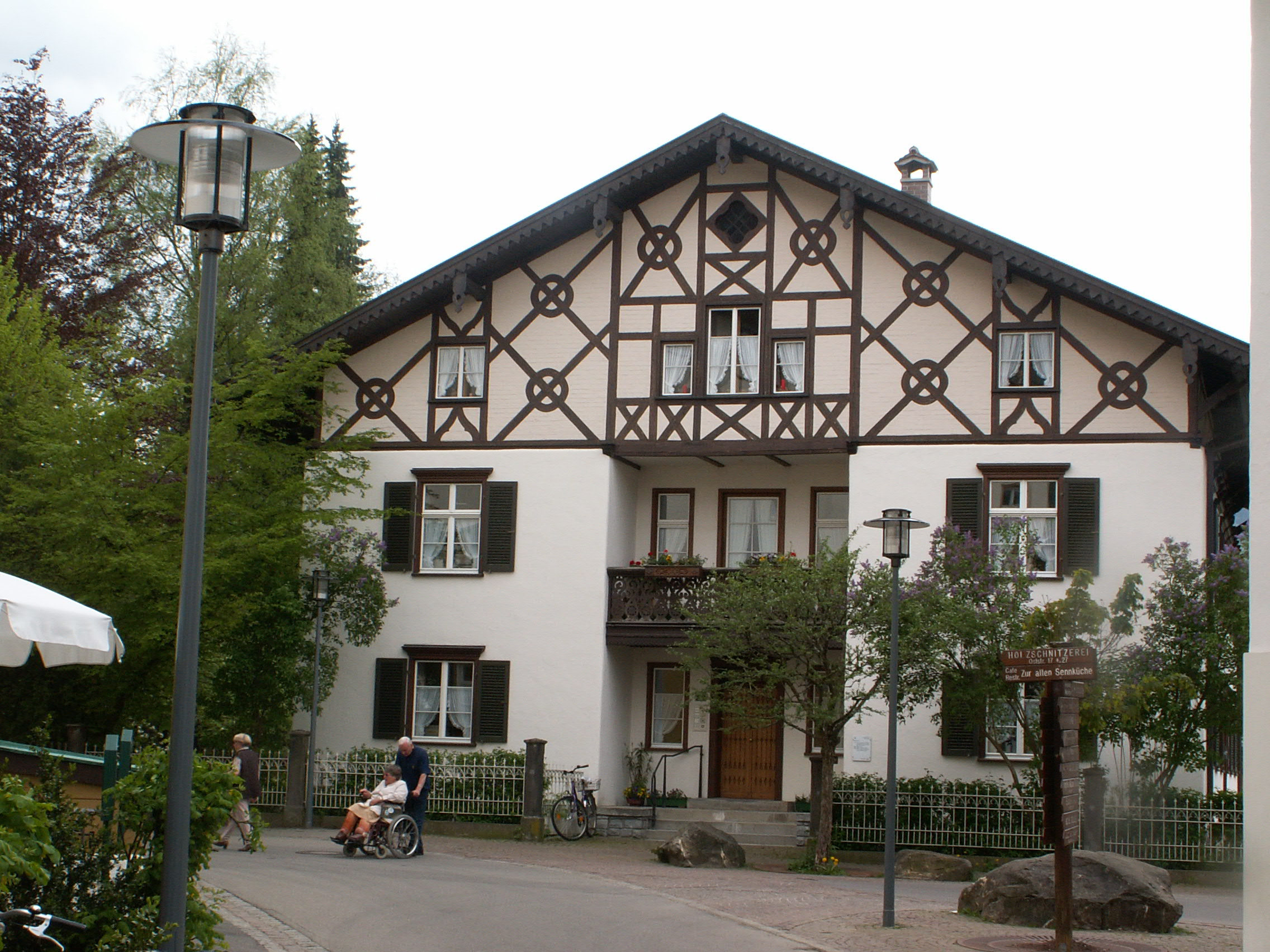
Ehemaliges Pfarrhaus in Oberstdorf

Das Pfarrhaus in Oberstdorf, einer Gemeinde im Landkreis Oberallgäu im bayerischen Regierungsbezirk Schwaben, wurde um 1727 errichtet. Das ehemalige Pfarrhaus an der Oststraße2 ist ein geschütztes Baudenkmal.

## Beschreibung
Der zweigeschossige Giebelbau mit Kniestock und überstehendem Satteldach wird an den Schmalseiten durch einen Nischenbalkon bzw. dreigeschossigen Balkonerker gegliedert. Das Gebäude ist mit verputztem Zierfachwerk in Trauf- und Giebelzone, wohl aus den Jahren 1866/67, versehen.